# Wilhelm von Waldeyer
Wilhelm von Waldeyer —von Waldeyer-Hartz des del 1917— (6 d'octubre del 1836 – 23 de gener del 1921) fou un metge prussià, cèlebre investigador sobre anatomia patològica quan aquesta branca de la medicina tot just acabava de començar. És conegut sobretot pel seu estudis sobre la identificació de la neurona com a unitat del sistema nerviós i per la descripció fisiològica del nucli cel·lular, per a la qual cosa va fer servir per primera vegada amb aquest sentit la paraula cromosoma. En honor seu hi ha dos elements del cos humà que porten el seu nom: l'anell de Waldeyer, un anell de teixit limfàtic situat a la laringe; i les glàndules de Waldeyer, localitzades a les parpelles.

## Educació i carrera
Waldeyer va iniciar els seus estudis al Theodorianum, un institut d'antiga tradició a la ciutat de Paderborn. En acabar va ingressar a la universitat de Gottingen, on es volia matricular en matemàtiques o ciències naturals. Després d'assistir a la conferència de presentació de Jakob Henles va decidir matricular-se en medicina. El curs 1858/59 va començar a fer d'ajudant del professor Julius Budges, a Greifswald. Va completar els seus estudis a la universitat de Berlín, on el 1861 va fer la seva tesi doctoral sota la tutela de l'anatomista Karl Bogislaus Reichert, amb un treball sobre la clavícula.
Atès que a la Universitat de Berlín la càtedra d'anatomia ja estava ocupada per Leopold Goltz, Edwin Klebs li va aconseguir un lloc com a assistent de fisiologia a la universitat de Königsberg. Com que Waldeyer havia adquirit amplis coneixements d'anatomia patològica durant la seva estada a Greifswald, li van encomanar l'estudi dels agents patògens per mitjà d'autòpsies realitzades als hospitals de Königsberg. També va exercir com a professor d'anatomia patològica.
Tot i que Waldeyer era de religió catòlica, va ser acceptat en aquesta universitat que en aquell moment només era per a protestants. El 1862 es va traslladar a l'Institut de Fisiologia Rudolf Heidenhains de la universitat de Breslau on va ser l'encarregat de l'àrea de patologies. Com a Konigsberg, alternava la docència amb les investigacions a partir d'autòpsies. També es va dedicar al diagnòstic de tumors. El seu pacient més famós va ser l'emperador Frederic III de Prússia, el qual patia de càncer de laringe.
Per influència del metge i polític Rudolf Virchow, es van crear en aquesta època les primeres càtedres d'anatomia patològica i el 1865 Waldeyer en va obtenir la de Breslau. Aquest nomenament, però, va anar acompanyat com seria d'esperar d'un espai específic dins l'edifici de la universitat i es va haver de conformar amb cinc habitacions que va llogar en una casa particular, on efectuava els seus estudis juntament amb els seus alumnes.
Les classes tipus conferència les donava a la facultat de Biologia, mentre que les seves investigacions les compartia amb la facultat de Fisiologia. El 1867 l'anatomia patològica va passar de ser considerada una càtedra extraordinària i, com a professor ordinari, Waldeyer va sol·licitar unes sales pròpies dins l'edifici de la universitat, cosa que no va aconseguir fins al 1871.
El 1872 va demanar trasllat a la càtedra d'anatomia de la universitat d'Estrasburg, que feia poc s'havia creat. Onze anys després va marxar per fer-se'n càrrec de l'Institut Anatòmic de Berlín. En aquesta etapa es va dedicar principalment a la formació d'altres metges i va mantenir el càrrec durant trenta-tres anys. El 1917, als vuitanta anys va heretar el títol nobiliari de la seva mare i va afegir el cognom matern al seu, des de llavors es diria Waldeyer-Hartz. El 1879 va ser nomenat membre de l'acadèmia nacional de les ciències coneguda amb el sobrenom de la Leopoldina.
Entre el 1898 i el 1899 va ser rector de la universitat de Berlín. En els períodes 1894-1893, 1897-1899, 1901-1902 i 1905-1910 va ser vicepresident de la Societat d'Antropologia, Etnologia i Prehistòria de Berlín; els anys 1892, 1896, 1900 i 1903-1904 en va ser el president i el 1909 membre honorari. El 1884 va ser nomenat membre de l'Acadèmia Prussiana de les Ciències. El 1900 va ser el president de la Societat de Científics i Metges Alemanys. El 1916 va rebre la medalla Cothenius de la Leopoldina, un reconeixement a tota la seva vida professional.

## Fites assolides
La llista de les seves obres és llarga i molt versàtil. Entre aquestes destaca els estudis sobre la neurona i, de fet, aquesta paraula va ser invenció seva la qual va fer servir per designar el 1881 la cèl·lula nerviosa, la unitat bàsica funcional del sistema nerviós. El 1888 va crear el terme cromosoma per descriure l'estructura del nucli cel·lular. La interpretació funcional i l'elucidació de l'origen embrionari de l'anell limfàtic del coll es deu també a Waldeyer.
Entre els diversos estudis sobre anatomia i embriologia que va realitzar, Waldeyer va ser conegut per la seva recerca pionera sobre la formació de les dents i el cabell i molts dels termes relacionats amb aquests temes que va crear encara es fan servir. Va publicar el primer estudi embriològic anatòmic i funcional sobre el teixit del nas i la faringe.

### Paper de Waldeyer en la teoria de la neurona
Waldeyer va seguir el camí obert per altres investigadors i va aprofitar els descobriments fets pels anatomistes i premis Nobel Camillo Golgi (1843–1926) i Santiago Ramón y Cajal (1852–1934), que havien fet servir nitrat de plata per tenyir el teixit nerviós i fer-lo més visible per l'estudi al microscopi. Waldeyer en va fer una síntesis brillant de tot el que s'havia descobert però no va contribuir amb cap observació original, llevat del fet de crear la paraula neurona.
El mètode de Golgi va permetre precisar amb detall com les neurones es comunicaven entre elles formant cadenes i xarxes. Waldeyer va estudiar llengua castellana per entendre millor els extraordinaris treballs de Cajal, en va cercar un apropament amistós i, fins i tot, li va fer de traductor en el món germànic. La teoria de la neurona va ser donada a conèixer en la principal publicació mèdica en llengua alemanya, la Deutsche Medizinische Wochenschrift, que va esdevenir un treball molt influent. Però, com el mateix Cajal va dir, «malgrat el prestigi que el suport de Waleyer va aportar, no va contribuir en la teoria afegint cap observació personal».
Es va limitar a fer una brillant exposició sistematitzada de les proves objectives que havien aportat His, Kölliker, Retzius, van Gehuchten i Cajal. Cajal va continuar investigant durant la dècada següent per demostrar alguns aspectes de la teoria de la neurona, entre els quals estava la direccionalitat de la transmissió sinàptica, i finalment Cajal va poder demostrar que la seva teoria anava més encertada que la que havia proposat Golgi (teoria del syncytium).

### Citologia
Waldeyer va estudiar els filaments basòfils que havien estat localitzats com a principals constituents de la cromatina, el material de l'interior del nucli cel·lular, pel seu col·lega de Kiel, Walther Flemming (1843–1905). Tot i que s'havia intuït la seva rellevància en genètica i en la biologia cel·lular, encara calia descobrir-los. Se sabia que aquests filaments estaven implicats en dos fenòmens: el de la divisió cel·lular que Fleming va descobrir i va anomenar mitosi; i en el de la meiosi. Waldeyer va crear el 1888 el terme cromosoma per descriure'ls mentre col·laborava amb els seus estudis sobre el tema.